# Lettera al Figlio del Lupo

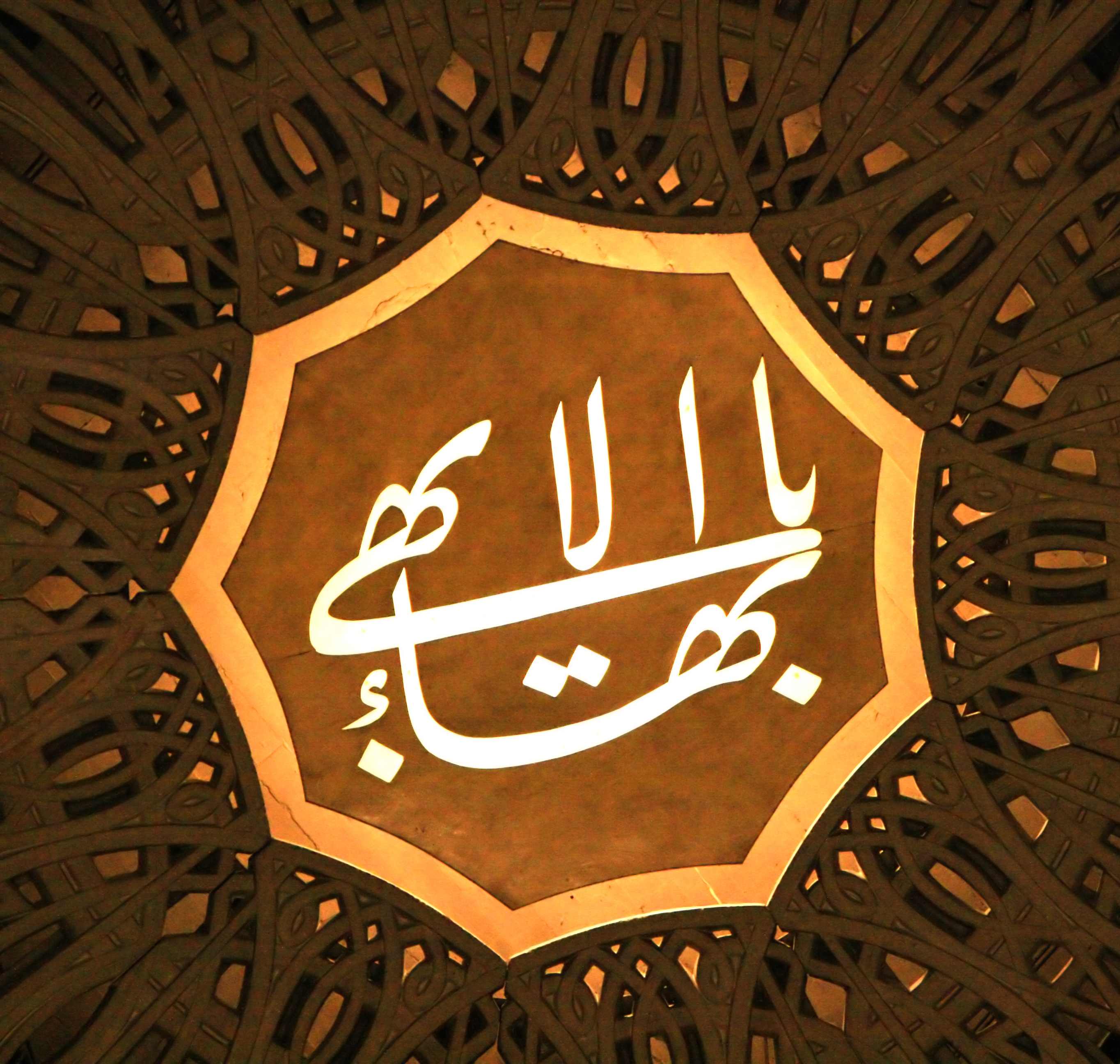
Il Più Grande Nome

La  Lettera al Figlio del Lupo è l'ultimo scritto di Bahá'u'lláh, il fondatore della Fede bahai, prima del suo trapasso avvenuto nel 1892. È un libro indirizzato a un religioso musulmano, violento oppositore dei Bahai che assieme al padre, chiamato da Bahá'u'lláh il lupo, aveva fatto uccidere diversi Bahai. 
In questo scritto Bahá'u'lláh riporta molte espressioni tratte da sue precedenti opere e ciò rende parte della epistola un compendio di concetti già espressi.

## Storia
I fratelli Muhammad-Husayn Nahrí e Muhammad-Hasan Nahrí, ricchi commercianti bahai di Isfahan erano creditori di Imám-Jum'ihdel, un importante religioso locale. Quest'ultimo alla richiesta di saldare il proprio debito, non volendo eseguire la propria obbligazione, si consigliò con Shaykh Muhammad-Baqir, un altro influente religioso di Isfahan e con Sultán-Mas'úd Mírzá, figlio di Nasser al-Din Shah.
Costoro organizzarono un piano per imprigionare i due fratelli Muhammad-Husayn Nahrí e Muhammad-Hasan Nahrí prendendo a pretesto la loro adesione alla Fede bahai. I due fratelli furono arrestati, esposti al dileggio della folla che si scagliò contro di loro, e quindi giustiziati pubblicamente in maniera umiliante.
Bahá'u'lláh fu molto colpito e addolorato per la morte dei due leali fratelli li elogiò chiamandoli rispettivamente Sultánu'sh-Shuhada' Re dei martiri e Mahbúbu'sh-Shuhadá' Amato tra i martiri, titoli con cui sono ora comunemente noti tra i Bahai.
Bahá'u'lláh scrisse tale libro attorno al 1891 indirizzandolo al figlio di Áqá Najafí, un religioso persecutore dei Bahai, che lui definì lupo: da cui il titolo del libro.